# Socarrat
Socarrat é um filme de comédia produzido em 2009.

## Elenco
- Juanma Lara ..... Pai
- Luisa Ezquerra ..... Mãe
- Diana Gómez ..... Filha
- Íñigo Navares ..... Filho
- Asunción Balaguer ..... Avó
- Carlos Álvarez-Nóvoa ..... Avô
- Alfonso Bassave ..... Amante
- Laura Pastor ..... Amiga
- Antonio Naharro ..... Cliente do banco